# Ajouad El Miloudi
Ajouad El Miloudi est un présentateur de télévision né le 3 juin 1987 à Amsterdam (Pays-Bas). Il est notamment connu pour l'émission De Nieuwe Maan diffusé sur NPO 2 en compagnie de Nadia Moussaid sur NTR.

## Biographie
El Miloudi commence sa carrière en tant que présentateur dans la radio FunX, lui permettant d'intégrer les rangs du média télévisée AT5. Il reçoit un contrat avec le KRO via l'émission du soir Goedemorgen Nederland. Après sa signature, il présente plusieurs émissions exclusives dont Puberruil, Keuringsdienst van Waarde, Stinkend rijk en dakloos et Zigzag. Au début de 2009, il intègre la radiotélévision BNN pour présenter l'émission Sense of Dance jusqu'en mars 2012. Le 9 mars 2010, El Miloudi reçoit sa première distinction personnelle du prix Philip Bloemendal du plus talentueux présentateur des Pays-Bas.
À partir de 2015, Ajouad El Miloudi enchaîne les réalisations d'émissions dont une des plus populaires intitulée Kaaskop of Mocro!?, diffusée ur NPO 1 et NPO 2.
En 2019, il joue le rôle du professeur dans le film De club van lelijke kinderen.
Après avoir passé douze ans avec KRO-NCRV, Ajouad El Miloudi intègre en janvier 2020 la radiodiffusion NTR, ayant pour but de réaliser un plus grand nombre d'émissions en son nom, dont De Nieuwe Maan. Dans la même année, il sort la série 'Ajouad en de Top 600'. La série consiste à aller à la rencontre de jeunes criminels dans le but d'avoir un avis controversé entre la police et les jeunes des quartiers d'Amsterdam. Il publie un épisode de sa série chaque semaine sur YouTube.